# Yŏnsa-gun
Yŏnsa-gun (koreanska: 연사군) är en kommun i Nordkorea.   Den ligger i provinsen Hambuk, i den nordöstra delen av landet, 400 km nordost om huvudstaden Pyongyang.